# Orada
Orada ist eine Gemeinde (Freguesia) im portugiesischen Kreis Borba. In ihr leben 577 Einwohner (Stand 19. April 2021).